# Валсдорф (Ајфел)
Валсдорф (њем. Walsdorf) општина је у њемачкој савезној држави Рајна-Палатинат. Једно је од 109 општинских средишта округа Вулканајфел. Према процјени из 2010. у општини је живјело 894 становника. Посједује регионалну шифру (AGS) 7233080.

## Географски и демографски подаци
Валсдорф се налази у савезној држави Рајна-Палатинат у округу Вулканајфел. Општина се налази на надморској висини од 490 метара. Површина општине износи 10,8 km². У самом мјесту је, према процјени из 2010. године, живјело 894 становника. Просјечна густина становништва износи 83 становника/km².